# Stockholmsyndrom
Stockholmsyndromet er en psykisk tilstand, i hvilken fanger eller ofrene for en kidnapning udvikler tilknytning til deres vogtere. Denne solidaritet kan sommetider komplicere tingene, når fangerne ligefrem hjælper deres tilfangetagere med at opnå deres mål eller undslippe politiet.
Syndromet udvikler sig ud af ofrets forsøg på at relatere sig til sin tilfangetager eller få sympati fra kidnapperen.
Syndromet blev navngivet således efter det berømte røveri på Norrmalmstorg imod Kreditbanken i Stockholm, som varede fra 23. august til 28. august 1973. I denne sag blev ofrene ved med at forsvare røverne, selv efter at den seks dage lange tilfangetagelse var overstået. De forholdt sig også forbeholdne i den efterfølgende retssag. Navnet blev første gang anvendt af kriminologen og psykolog Nils Bejerot, der assisterede politiet under røveriet og refererede til syndromet i en nyhedsudsendelse. Mange psykologer over hele verden tog det derefter til sig.
Andre berømte sager tæller flykapringer og kidnappede mennesker, så som Patricia Hearst. Hun blev bortført og holdt som gidsel hos en politisk engageret militær organisation (the Symbionese Liberation Army, eller SLA). Hendes far ville ikke betale løsesummen, og Hearst blev dermed holdt fanget. Sagen tog to måneder senere en bizar vending, da SLA røvede Hibernia Bank i San Francisco, og overvågningskameraerne tydeligt viste, at Patricia Hearst havde aktiv deltaget i røveriet, og var bevæbnet med et automatvåben. 
Syndromet er beslægtet med "brudebortførelser" eller "bruderov" (bride capture – kulturelt accepteret praksis, hvor en mand med magt kan tvinge en kvinde ind i sin familie) og lignende emner i kulturel antropologi.

## Eksterne links
- Nils Bejerots artikler om begivenhederne ved Norrmalmstorg Arkiveret 21. februar 2017 hos  Wayback Machine
- Nils Bejerots artikler på svensk Arkiveret 5. august 2004 hos  Wayback Machine
- Time om Patty Hearst